# Laura Robson
Laura Robson (født 21. januar 1994) er en britisk tennisspiller. Hun repræsentere sit land under Sommer-OL 2012 i London, der fik hun sølv i mixeddouble.

## Eksterne Henvisninger
- Laura Robsons profil på Olympics.com (engelsk)
- Laura Robsons profil på Sports-Reference OL-resultater (arkiveret) (engelsk)
- Laura Robsons profil på Olympedia (engelsk)
- Laura Robsons profil hos Storbritanniens Olympiske Komité (engelsk)
- Laura Robsons profil hos WTA Tennis (engelsk)
- Laura Robsons profil hos ITF Tennis (engelsk)
- Laura Robsons profil hos Fed Cup (engelsk)
- Laura Robsons profil hos ITF Tennis (engelsk)